# Bridge School Benefit
Het Bridge School Benefit was een jaarlijks muziekfestival in Californië dat sinds 1986 werd gehouden. Het was een meerdaags benefietconcert ten behoeve van de Bridge School, een school voor kinderen met een lichamelijke handicap en spraakbeperking. Het festival werd georganiseerd door Pegi en Neil Young; Pegi is een van de oprichters van de school. Op het festival hebben een groot aantal bekende artiesten opgetreden, onder wie Bruce Springsteen, Paul McCartney, Elton John en The Who.
De optredens tijdens het festival waren akoestisch en werden gehouden in het Shoreline-amfitheater in Mountain View. In 1994 en vanaf 1996 was het een tweedaags festival waarbij een groot deel van de optredende bands beide dagen optrad.
Op 18 november 1997, The Bridge School Concerts, Vol. 1, een verzamel-cd met 15 nummers, werd uitgebracht door Reprise Records via Amazon. In 2006 werd een zesdelige set getiteld The Bridge School Collection, Vol.1 uitgebracht via iTunes. De set bevat 80 opnames van de concerten en een digitaal boekje. Extra opnames van de concerten werden jaarlijks tot 2011 uitgebracht op iTunes. Op 24 oktober 2011 bracht Reprise Records The Bridge School Concerts 25th Anniversary Edition uit, een compilatie-CD met 25 nummers, met lovende kritieken. 
De laatste concerten werden gehouden in oktober 2016. Op 14 juni 2017 kondigden Neil en Pegi Young aan dat de Bridge School Concerten niet langer zouden doorgaan.